# Liste der Kantone im Département Yvelines
Das Département Yvelines liegt in der Region Île-de-France in Frankreich. Es untergliedert sich in vier Arrondissements und hat seit 2015 21 Wahlkreise (französisch cantons).
Da es sich bei den Kantonen heute im Wesentlichen um die Wahl- und Vertretungsbezirke der Conseiller départementaux (Departementsräte) handelt, ist bei der jüngsten Einteilung nicht mehr so großer Wert darauf gelegt worden, dass die Kantone sich nur aus Gemeinden Eines Arrondissements zusammensetzen (vergleiche die Übersichtskarten der Kantone und Arrondissements).
Siehe auch: Liste der Gemeinden im Département Yvelines

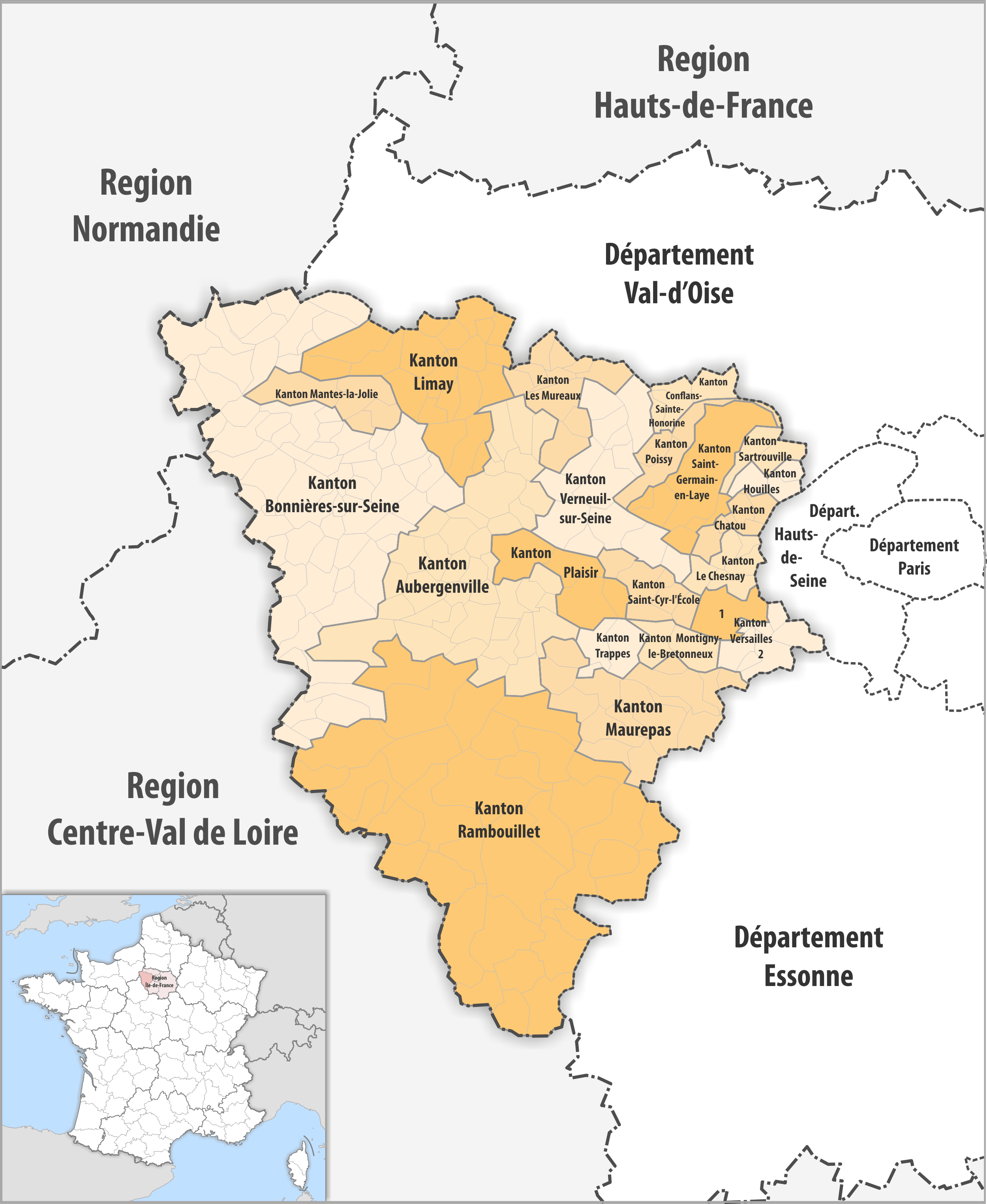
Gemeinden und Kantone im Département Yvelines

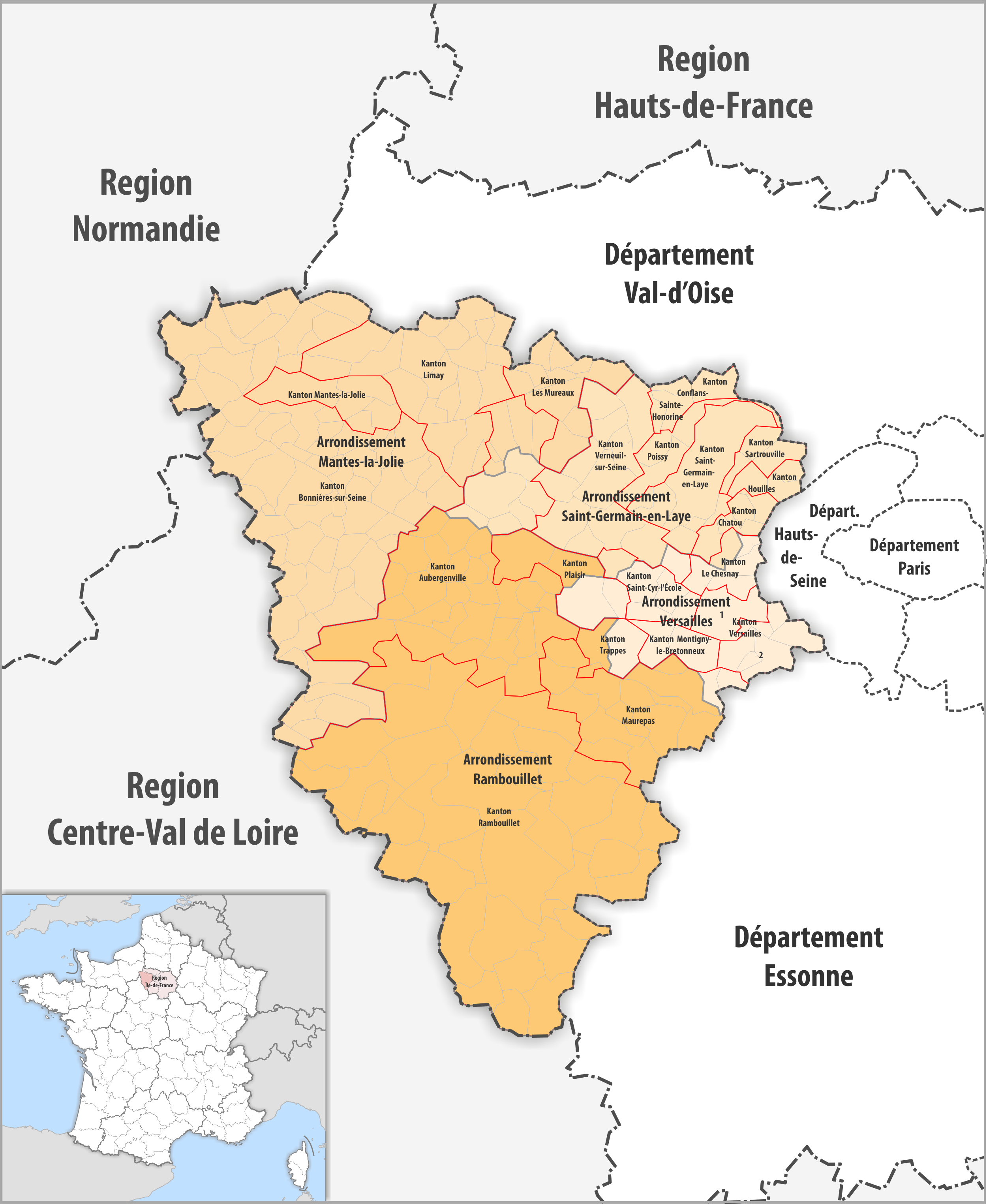
Gemeinden, Arrondissemente und Kantone im Département Yvelines

| Kanton                   | Gemeinden | Einwohner 1. Januar 2022 | Fläche km² | Dichte Einw./km² | Code INSEE | Arrondissement(e)                                   |
| ------------------------ | --------- | ------------------------ | ---------- | ---------------- | ---------- | --------------------------------------------------- |
| Aubergenville            | 40        | 73.165                   | 269,74     | 271              | 7801       | Mantes-la-Jolie, Rambouillet, Saint-Germain-en-Laye |
| Bonnières-sur-Seine      | 69        | 60.891                   | 471,14     | 129              | 7802       | Mantes-la-Jolie                                     |
| Chatou                   | 5         | 78.548                   | 21,50      | 3.653            | 7803       | Saint-Germain-en-Laye                               |
| Le Chesnay-Rocquencourt  | 5         | 72.021                   | 27,50      | 2.619            | 7804       | Saint-Germain-en-Laye, Versailles                   |
| Conflans-Sainte-Honorine | 4         | 65.161                   | 23,79      | 2.739            | 7805       | Saint-Germain-en-Laye                               |
| Houilles                 | 3         | 63.225                   | 16,81      | 3.761            | 7806       | Saint-Germain-en-Laye                               |
| Limay                    | 20        | 58.148                   | 155,99     | 373              | 7807       | Mantes-la-Jolie                                     |
| Mantes-la-Jolie          | 5         | 82.914                   | 44,00      | 1.884            | 7808       | Mantes-la-Jolie                                     |
| Maurepas                 | 16        | 72.379                   | 128,25     | 564              | 7809       | Rambouillet, Versailles                             |
| Montigny-le-Bretonneux   | 2         | 61.908                   | 24,65      | 2.511            | 7810       | Versailles                                          |
| Les Mureaux              | 10        | 60.897                   | 60,00      | 1.015            | 7811       | Mantes-la-Jolie                                     |
| Plaisir                  | 4         | 57.648                   | 54,52      | 1.057            | 7812       | Rambouillet, Versailles                             |
| Poissy                   | 3         | 82.406                   | 29,91      | 2.755            | 7813       | Saint-Germain-en-Laye                               |
| Rambouillet              | 36        | 79.818                   | 629,50     | 127              | 7814       | Rambouillet                                         |
| Saint-Cyr-l’École        | 6         | 63.732                   | 34,57      | 1.844            | 7815       | Saint-Germain-en-Laye, Versailles                   |
| Saint-Germain-en-Laye    | 6         | 76.951                   | 72,80      | 1.057            | 7816       | Saint-Germain-en-Laye                               |
| Sartrouville             | 3         | 80.765                   | 18,46      | 4.375            | 7817       | Saint-Germain-en-Laye                               |
| Trappes                  | 3         | 66.766                   | 23,75      | 2.811            | 7818       | Rambouillet, Versailles                             |
| Verneuil-sur-Seine       | 13        | 74.585                   | 118,26     | 631              | 7819       | Saint-Germain-en-Laye, Versailles                   |
| Versailles-1             | 1⁄2       | 62.868                   | 22,60      | 2.782            | 7820       | Versailles                                          |
| Versailles-2             | 5 1⁄2     | 75.982                   | 36,69      | 2.071            | 7821       | Versailles                                          |
| Département Yvelines     | 259       | 1.470.778                | 2.284,43   | 644              | 78         | –                                                   |

## Ehemalige Kantone

Karte der Kantone bis 2015

Vor der landesweiten Neuordnung der Kantone im März 2015 teilte sich das Département in 43 Kantone:
| Arrondissement        | Kantone |
| --------------------- | --- |
| Mantes-la-Jolie       | Aubergenville, Bonnières-sur-Seine, Guerville, Houdan, Limay, Mantes-la-Jolie, Mantes-la-Ville, Meulan-en-Yvelines |
| Rambouillet           | Chevreuse, Maurepas, Montfort-l’Amaury, Rambouillet, Saint-Arnoult-en-Yvelines |
| Saint-Germain-en-Laye | Andrésy, La Celle-Saint-Cloud, Chatou, Conflans-Sainte-Honorine, Houilles, Maisons-Laffitte, Marly-le-Roi, Le Pecq, Poissy-Nord, Poissy-Sud, Saint-Germain-en-Laye-Nord, Saint-Germain-en-Laye-Sud, Saint-Nom-la-Bretèche, Sartrouville, Triel-sur-Seine, Le Vésinet |
| Versailles            | Le Chesnay, Montigny-le-Bretonneux, Plaisir, Saint-Cyr-l’École, Trappes, Vélizy-Villacoublay, Versailles-Nord, Versailles-Nord-Ouest, Versailles-Sud, Viroflay |